# Puffa un po' di arcobaleno
Puffa un po' di arcobaleno  è il settantacinquesimo singolo discografico di Cristina D'Avena, pubblicato nel 2009. Il brano è il secondo singolo in digitale della cantante, tredicesima sigla della serie animata I Puffi e decima dell'artista bolognese dedicata agli omini blu, scritta da Alessandra Valeri Manera su musica e arrangiamento di Silvio Amato. Il brano era stato realizzato ed inciso nel 1996 nella compilation Fivelandia 14, ma ripubblicato come singolo nel 2009 in occasione del cinquantennale dalla nascita dei Puffi.

## Edizioni
- Fivelandia 14 (1996)
- Cristina D'Avena e i tuoi amici in TV 20 (2007)
- 50 volte Puffi - I nostri primi cinquant'anni (2009)
- Puffi che passione (2010)

## Tracce
Testi di Alessandra Valeri Manera, musiche di Silvio Amato.
1. Puffa un po' di arcobaleno – 3:14